# Agoraphobie
Ne doit pas être confondu avec Ochlophobie ou Phobie sociale.
 (octobre 2015).
 Mise en garde médicale
L'agoraphobie (du grec ancien ἀγορά / agorá (« place publique », « assemblée ») et φόβος / phóbos (« peur »)) est la peur des lieux publics et des espaces ouverts, au sens commun du terme. C'est plus précisément la peur de ne pas pouvoir fuir ou être secouru rapidement. De nombreuses situations et lieux peuvent être évités ou fuis et varient selon les personnes. Les réunions professionnelles ou familiales, les queues au supermarché, les attentes chez le médecin, le dentiste, être enfermé même dehors ou plus précisément être bloqué, très souvent s'éloigner de son domicile est une des grandes peurs d'agoraphobes, comme d'emprunter les autoroutes ou grandes routes fermées par des barrières.
Nombre de gens qui se disent agoraphobes sont en fait démophobes[réf. nécessaire] : ce ne sont pas les lieux ouverts ou les espaces publics qui les oppressent, mais la foule. L'agoraphobie ne doit pas non plus être confondue avec l'ochlophobie qui correspond à la peur de la foule en tant que masse oppressive[réf. nécessaire].
Les situations devenant trop nombreuses, un comportement d'évitement s'installe, des crises d'angoisse surviennent en confrontation à l'objet de la phobie, et un trouble panique peut se développer.

## Historique
En 1871, le neuropsychiatre berlinois Carl Westphal crée le terme d'« agoraphobie » après avoir remarqué que certains de ses patients manifestaient une anxiété extrême et même un sentiment de terreur s'ils devaient se rendre sur certaines places publiques de la ville.

## Prévalence et incidence
L'agoraphobie touche de 2 à 4 % de la population. Sous sa forme mineure (agoraphobie simple) elle se développe entre la fin de l'adolescence et la trentième année environ. La forme majeure s'accompagne généralement de troubles paniques et survient entre 30 et 45 ans.

## Symptômes
Si l'origine de ce trouble diffère selon les sujets, il survient le plus souvent à la suite d'un traumatisme psychique (accident, deuil, chômage…). Il peut s'accompagner d'autres syndromes, phobies ou troubles compulsifs (dépression, claustrophobie…).
L'angoisse générée par cette manifestation phobique peut être de différente intensité selon le sujet. Certains sujets peuvent avoir des attaques de panique. À l'exception des personnes présentant des pathologies particulières (insuffisance cardiaques, asthme…), les attaques de panique n'ont aucun danger pour la santé. Néanmoins, les victimes comparent ces épisodes à une sensation de mort imminente.
Ces attaques de panique présentent au moins quatre symptômes parmi cette liste pour être diagnostiquées :
- palpitations, tachycardie (accélération du rythme cardiaque) ;
- tremblements ou secousses musculaires (d'où vient le nom de spasmophilie) ;
- douleur, gênes thoraciques ;
- sensation d'étranglement, souffle court ;
- parfois, déréalisation ou dépersonnalisation.
- vertiges ;
- frissons / bouffées de chaleur ;
- nausées ou gêne abdominale ;
- transpiration ;
- picotements dans les mains ou les pieds ;
- tremblements.

La crise d'angoisse atteint son maximum en dix minutes et peut se calmer et disparaitre en quarante-cinq minutes au plus.
Les patients subissent une forte peur soudaine, les sensations de vertige, d'étouffement, de perte de contrôle, accompagnées des manifestations physiques d'une angoisse intense, ce qui les amène à redouter les situations dans lesquelles ils craignent d'avoir peur (peur d'avoir peur = phobophobie). Ils peuvent alors élaborer un processus dit d’« évitement », consistant à éviter toute situation représentant l'objet de leur phobie.
Dans ce dernier cas, l'agoraphobe risque ainsi d'entrer progressivement dans un processus de dé-sociabilisation et présenter à terme un syndrome dépressif majeur.
On peut en distinguer deux types d'agoraphobie : l'agoraphobie primaire qui appartient au groupe des phobies spécifiques innées et l'agoraphobie secondaire liée qui représente plutôt un trouble post-traumatique relative à un événement traumatique antérieur.

## Traitement
Les thérapies cognitives et comportementales (TCC) sont aujourd'hui les plus indiquées dans le traitement de ce trouble. La relaxation et l'apprentissage du contrôle de soi (émotions et manifestations corporelles conséquentes) vont permettre au patient d'atténuer l'anxiété persistante et de se confronter plus sereinement aux situations redoutées. Pour cela, une technique de désensibilisation systématique met le patient en situation phobogène, en imagination, dans un premier temps, puis progressivement, en situation réelle « in vivo ». Également appelée thérapie d'exposition qui consiste en une exposition répétée, progressive et contrôlée, à l'environnement posant problème, dans l'objectif de désensibiliser le patient. La thérapie d'exposition peut comprendre l'identification des pensées qui surgissent face à l'environnement, la réflexion sur ces pensées, et le changement des pensées si elles sont inappropriées.
L'hypnose et la relaxation en général sont indiquées comme traitement complémentaire. Les crises d'angoisse étant avant-tout une réaction physiologique, calmer le corps de façon autonome (sans aide médicamenteuse ou drogue / alcool) permet de retrouver une confiance en soi pour pouvoir s'exposer aux peurs.
Le sport est préconisé pour éprouver son corps, retrouver une confiance en ses capacités physiques, et libère des hormones du bien-être : endorphines, sérotonine, dopamine….

### Filmographie

#### Films
- Copycat (1995), dans lequel Sigourney Weaver campe une psychologue devenue agoraphobe après l'agression d'un de ses patients.
- Thomas est amoureux (2001), a pour thème l'agoraphobie.
- Citadel (2012), voit le héros devenir agoraphobe à la suite de l'agression de son épouse.
- Les Derniers Jours (2013), thriller post-apocalyptique dans lequel une épidémie d'agoraphobie se propage sur la planète.
- The Best Offer, La migliore offerta, film dramatique italien de Giuseppe Tornatore, sorti en 2013.
- Within : Dans les murs (2016), thriller de Phil Claydon
- KIMI (2022), thriller de Steven Soderbergh

#### Séries télévisées
- Dans l'épisode 44, Les Flammes de l'enfer, de La Treizième Dimension, Scott Crane (Jason Bateman) est agoraphobe.
- Dans l'épisode Monk rentre à la maison de Monk, le frère ainé de Monk, Ambrose Monk, est agoraphobe.
- Dans Shameless, le personnage de Sheila Jackson est agoraphobe.
- Dans la série coréenne Boarding House No. 24, le personnage de Min Do Hee est agoraphobe.
- Dans Grey's Anatomy, Saison 15, épisode 24 Tomber à pic : le donneur de sang est agoraphobe.

### Ludographie
- Heavy Rain, développé par le studio français Quantic Dream : Ethan Mars, l'un des personnages principaux, est devenu agoraphobe à la suite de la mort de son premier fils, la foule lui rappelant l'accident. Au cours du jeu, il sera atteint par plusieurs crises.